# 鳄鱼 (法老)
鳄鱼（英語：Crocodile，也读作 Shendjw），是古埃及一位前王朝时期统治者的临时名称，他可能是埃及奈加代三期文化晚期的统治者。为数不多的表示他的墨水铭文表都绘制得非常草率，因此对这位“鳄鱼”法老的读法以及其是否真实存在仍有很大争议。他的墓地是未知的。

## 名字的来源
提议法老“鳄鱼”的存在是基于甘特·德雷尔（Gunter Dreyer）和范登·布林克（Edwin van den Brink）的论文。他们相信，法老“鳄鱼”是统治塔尔汉地区的一位法老。根据德雷尔的说法，法老“鳄鱼”的名字出现在烧制的土罐上的黑色墨水铭文上，以及在塔尔汉（Tarkhan）地区的TT 1549墓和阿拜多斯的B-414墓中发现的几个印章印记上。他看到图案由一条爬行的鳄鱼和一条卷在其下的绳索组合而成并读作“Shendjw”(战无不胜的独一无二的)。范登·布林克的想法与他相同，也将其读作Shendjw，但只看到塞拉赫中有一个大的绳索卷曲的标志。

## 统治时期和数据
目前对法老“鳄鱼”的统治几乎一无所知。如果他真实存在的话，他可能已经在塔尔汉地区拥有了他的首都，在那里他的坟墓已被挖掘。德雷尔将他的执政顺序安置在法老艾拉-荷尔，卡和那尔迈之前不久的时间里。他指出罐子上的指导题词提到了一个叫“Hen-mehw”的物品（从下埃及带来的）。考古学证明该物品的原产地标记的具体说明在时间上早于这三位提到的法老，从法老“卡”开始，该物品被改称为“Inj-mehw”（是同样的意思）。
在希拉孔波利斯的所谓大宝藏中发现了一件有趣的文物，可能描绘了法老“鳄鱼”。这件文物是一片显示了曾经完成的救援现场的痕迹的破碎的锏头。救援现场的保存下来的部分显示了一个坐在王座里的法老雕像的头部和上部躯干。他戴着上埃及王冠，披风斗篷和连枷。在这位法老的面前，可以看到金色玫瑰花（法老的王冠）和某种象形文字的痕迹。不幸的是，除了象形文字外，其他所有东西均已损坏，这为如何解释留下了空间。主流埃及学者认为该象形文字标志是法老“鳄鱼”的名字或者是法老蝎子王二世。
埃及学家对阿布奥马尔公馆（Minshat Abu Omar）的粘土印章印记也特别感兴趣：在印记的中心，它显示了一个类似塞拉赫的框架，上面有牛头骨状雕饰，一条鳄鱼从里面的草丛中爬过。在其顶端的右边，描绘了一条神圣的水平线，一条横卧的有两个投影的斜纹鳄鱼（莲花芽或鸵鸟毛）坐在那个水平线上。整个布局被成排的鳄鱼包围，下面有卷曲的绳索，这似乎暗示了提议中的法老“鳄鱼”的王室塞拉赫的读法。但是埃及学者范登·布林克和路德维希·戴维·莫伦茨反对粘土印章印记中关于这位统治者的观点。他们认为，碑文庆祝了在名为谢迪特（Shedyt或Shedet）的城市为索贝克（Sobek）神建立的神殿。这座城市和神殿是从古王国时期的铭文中得知的，主要崇拜中心位于法尤姆。因此，索贝克在较早的王朝中被称为“谢迪特的索贝克”。